# Јакутија
Јакутија (рус. Якутия) или Саха (рус. Саха, јак. Саха), званично Република Саха (Јакутија) (рус. Республика Саха (Якутия), јак. Саха Өрөспүүбүлүкэтэ — „Саха Република”), је конститутивни субјект Руске Федерације са статусом републике. То је највећа руска аутономна република која заузима простор целог источног Сибира. Улази у састав Далекоисточног федералног округа.
Главни град републике је град Јакутск.

## Етимологија
Република је добила име по титуларном народу Јакутима који су најбројнији народ у овој републици (са око 50%). Иначе, Јакути себе називају Сахи или Сахалари, а своју земљу Саха.

## Географија
Јакутија се налази у североисточном делу азијске Русије. Представља највећи недржавни ентитет на свету, са површином од 3.103.200 km², па самим тим је и највећи федерални субјект Руске Федерације. На истоку се граничи са Чукотским аутономним округом, и Магаданском области, на југоистоку са Хабаровском Покрајином, на југу са Амурском области и Забајкалском Покрајином, на југозападу са Иркутском области и на западу са Краснојарском Покрајином. На северу њену природну линију формирају Лаптевско и Источносибирско море. Укупна дужина морске обале је виша од 4,5 хиљада км.
Више од 40% територије Јакутије се налази северно од линије Арктичког круга.

### Рељеф
Јакутија је због физичке и географске локације њене територије, карактеристична многобројним природним условима и ресурсима. Већи део њене територије обухваћен је планинама и висоравнима, што чини више од ⅔ њене површине, а само ⅓ њене територије се налази у низији. Јакутији, такође припадају и Черски, Верхојански и Становојски венац планина. А највиши врх на планини Победа износи 3.147 m.
Западни део Јакутије је једна од највећих висоравни, то је Средњосибирска висораван.
Највеће низије су: Средњеколимска, Колимска и источни део Северносибирске низије.

### Хидрографија
Јакутија има велики хидрографски потенцијал (700 хиљада река и потока и преко 800 хиљада језера). Највеће пловне реке су: Лена (дужина - 4400 км), Виљуј (2650 км), Олењок (2292 км), Алдан (2273 км), Колима (2129 км), Индигирка (1726 км), Ољокма (1436 км), Анабар (939 км) и Јана (872 км).

## Становништво
| 1989.     | 2002.   | 2010.   |
| --------- | ------- | ------- |
| 1,081,408 | 949,280 | 958,528 |

## Административна подела
Република Саха обухвата 36 подсубјеката и то 34 рејона и два градска округа.
1. Абијски рејон
2. Алдански рејон
3. Аллаиховски рејон
4. Амгински рејон
5. Анабарски Долгано-Евенкијски национални рејон
6. Булунски рејон
7. Верхњевиљујски рејон
8. Верхњеколимски рејон
9. Верхојански рејон
10. Виљујски рејон
11. Горњи рејон
12. Жигански - Евенкијски национални рејон
13. Кобјајски рејон
14. Ленски рејон
15. Мегино-Кангаласки рејон
16. Мирнински рејон
17. Момски рејон
18. Намски рејон
19. Нерјунгрински рејон
20. Нижњеколимски рејон
21. Њурбински рејон
22. Ојмјаконски рејон
23. Олењочки - Евеникијски национални рејон
24. Ољокмински рејон
25. Средњеколимски рејон
26. Сунтарски рејон
27. Татински рејон
28. Томпонски рејон
29. Уст-Алдански рејон
30. Уст-Мајски рејон
31. Уст-Јански рејон
32. Хангаласки рејон
33. Чурапчински рејон
34. Евено-Битантајски национални рејон

- Јакутск
- Жатај

## Галерија
- Јакутски плесачи
- Јакутска национална пећ - камелек
- Медицинска установа у Јакутији